# 鈴泉寺
鈴泉寺（れいせんじ）は、長野県中野市中央4丁目にある日蓮宗の寺院である。山号は甘利山。本寺は長野市松代の蓮乗寺。

## 概要
明治時代、中野小学校の基となる研智学校であった。山門はかつて中野陣屋の門（飯山城の門）を移築した。参道の入り口にある石碑に刻まれた「南無妙法蓮華経」の文字から伸びている線は「ヒゲ題目」と呼ばれ、人々に救いの手を差し伸べていることを示している。

## 歴史
- 1489年（弘治2年） - 開基は甘利氏（武田信玄の家臣）・開祖は日閭で創建。
- 1578年（天正6年） - 夜間瀬川の洪水で堂宇・塔・伽藍など全て流失。
- 1582年（天正10年） - 再興。
- 1673年 - 1680年（延宝年間） - 本堂・庫裡など焼失・再建。
- 1786年（天明6年） - 本堂類焼（九世日持の代に再興）。
- 1845年（弘化2年） - 七面堂・鬼子母神堂・総門建立。
- 1872年（明治5年） - 学制発布より寺の建物を開放、公立小学校（研智学校）となる（数年間、寺と学校が併用された）[2]。

## 境内
- 本堂
- 総門（仁王像は徳川家おかかえの彫刻師、亀原和太郎喜浩博の作）
- 庫裡
- 七面堂
- 鬼子母神堂
- お稲荷さん[2]

## 歴代（再建後）
- 九世 - 日持
- 十二世 - 日聚
- 十七世 - 日心（諸堂宇・総門・庫裡などの瓦や亜鉛に葺き替え）
- 十八世 - 本多宣正師[2]